# Фарра-д’Альпаго
Фарра-д’Альпаго (итал. Farra d'Alpago) — коммуна в Италии, располагается в провинции Беллуно области Венеция.
Население составляет 2703 человека (2008), плотность населения составляет 66 чел./км². Занимает площадь 41 км². Почтовый индекс — 32010. Телефонный код — 0437.
Покровителями коммуны почитаются святые апостолы Филипп и Иаков Младший, празднование 3 мая.

## Демография
Динамика населения:

## Администрация коммуны
- Официальный сайт: http://www.comune.farradalpago.bl.it/ (недоступная+ссылка)